# Club Joventut de Badalona 1992-1993
Questa voce raccoglie le informazioni riguardanti il Club Joventut de Badalona nelle competizioni ufficiali della stagione 1992-1993.

## Stagione
La stagione 1992-1993 del Club Joventut de Badalona è la 37ª nel massimo campionato spagnolo di pallacanestro, la Liga ACB.
All'inizio della nuova stagione la Federazione decise di modificare il regolamento riguardo al numero di giocatori stranieri consentiti per ogni squadra che così venne allargato a tre.

## Roster
Aggiornato al 6 dicembre 2021.
| 7 Up Joventut Badalona 1992-93 | 7 Up Joventut Badalona 1992-93 |
| Giocatori                      | Staff tecnico                  |
| ------------------------------ | ------------------------------ |

| N. | Naz.                                       | Ruolo | Nome                 | Anno | Alt.   | Peso   |  |
| -- | ------------------------------------------ | ----- | -------------------- | ---- | ------ | ------ |  |
| 4  | Stati Uniti (bandiera)                     | C     | Joe Kopicki          | 1960 | 205 cm | 109 kg |  |
| 4  | Spagna (bandiera)                          | C     | Alfonso Albert       | 1973 | 210 cm |        |  |
| 5  | Spagna (bandiera)                          | P     | Rafael Jofresa       | 1966 | 183 cm | 81 kg  |  |
| 6  | Spagna (bandiera)                          | P     | Tomás Jofresa        | 1970 | 184 cm | 80 kg  |  |
| 8  | Spagna (bandiera)                          | G     | Jordi Villacampa (C) | 1963 | 196 cm | 90 kg  |  |
| 9  | Spagna (bandiera)                          | A     | Oscar Alarcón        | 1972 | 197 cm |        |  |
| 9  | Stati Uniti (bandiera)                     | AG    | Chris Jent           | 1970 | 202 cm | 100 kg |  |
| 10 | Stati Uniti (bandiera)                     | AC    | Corny Thompson       | 1960 | 203 cm | 102 kg |  |
| 11 | Stati Uniti (bandiera)                     | AP    | Harold Pressley      | 1963 | 202 cm | 91 kg  |  |
| 12 | Spagna (bandiera)                          | C     | Juan Antonio Morales | 1969 | 211 cm | 111 kg |  |
| 13 | Spagna (bandiera)                          | C     | Ferrán Martínez      | 1968 | 212 cm | 110 kg |  |
| 14 | Spagna (bandiera)                          | AP    | Dani Pérez           | 1969 | 198 cm |        |  |
| 15 | Stati Uniti (bandiera) · Spagna (bandiera) | AP    | Mike Smith           | 1963 | 198 cm |        |  |

| Allenatore |
| - Lolo Sainz                                                                                                   |
| Assistente/i                                                                                                   |
| - Joaquín Forteza - Josep Maria Izquierdo - Randy Knowles Legenda - (C) Capitano - (IN) Inattivo - Infortunato |

## Mercato

### Sessione estiva
| Acquisti | Acquisti    | Acquisti    | Acquisti   | Acquisti |
| R.a      | Nome        | da          | Modalità   |          |
| -------- | ----------- | ----------- | ---------- | -------- |
| C        | Joe Kopicki | Caja Bilbao | definitivo |          |
| AP       | Dani Pérez  | Manresa     | definitivo |          |

| Cessioni | Cessioni        | Cessioni | Cessioni       | Cessioni |
| R.       | Nome            | a        | Modalità       |          |
| -------- | --------------- | -------- | -------------- | -------- |
| C        | Carlos Ruf      | Girona   | fine contratto |          |
| G        | Jordi Pardo     | Girona   | fine contratto |          |
| C        | Jordi Llorens   | Girona   | fine contratto |          |
| C        | Alejandro Gómez | Manresa  | fine contratto |          |

### Dopo l'inizio della stagione
| Acquisti | Acquisti   | Acquisti         | Acquisti   | Acquisti   |
| R.       | Nome       | da               | Data       | Modalità   |
| -------- | ---------- | ---------------- | ---------- | ---------- |
| AG       | Chris Jent | Columbus Horizon | marzo 1993 | definitivo |

| Cessioni | Cessioni        | Cessioni   | Cessioni   | Cessioni    |
| R.       | Nome            | a          | Data       | Modalità    |
| -------- | --------------- | ---------- | ---------- | ----------- |
| AP       | Harold Pressley | Free agent | marzo 1993 | rescissione |